# شیخ مأمون
شیخ مأمون (درگذشته به سال ۱۰۲۰ (قمری)) سلطان مراکش در ابتدای قرن یازده هجری بود.

## نام کامل
نام وی ابو عبد الله مُحَمَّد الشَّیْخ الملقب بالمأمون است. وی سلطان مراکش و از تبار سعدیون بود. از سال ۱۶۰۳ م تا ۱۶۰۸ در فاس حکومت کرد.